# 孟加拉的尼泊爾人
尼泊爾人，是孟加拉國的少數民族，人口1100人，他們多數是1950年代時代逃往當時的東巴基斯坦。

## 概觀
大多數的孟加拉的尼泊爾人是1950年代時為改善生活水準而來到北印度附近地區。
他們多數是農民，多數生活在河邊。他們在雨季時種植水稻，旱季時種植旱稻、玉米、大麥，他們也種植蔬菜食用，同時養黃牛提供牛奶和養水牛和山羊提供肉食。
他們仍保留種姓制度，可分為高種姓地主和低種姓僕人。
近年來，許多尼泊爾人已經進入了城市。不幸的是大部分的城市尼泊爾人人口居住在破敗的房屋，衛生條件很差。他們通常在當地的企業工作，如商家或政府。也有一些在達卡學習，大約有300尼泊爾學生就讀於吉大港科學和技術大學。